# Elbenia modesta
Elbenia modesta är en insektsart som beskrevs av Brunner von Wattenwyl 1891. Elbenia modesta ingår i släktet Elbenia och familjen vårtbitare. Inga underarter finns listade i Catalogue of Life.